# Albrechtičky

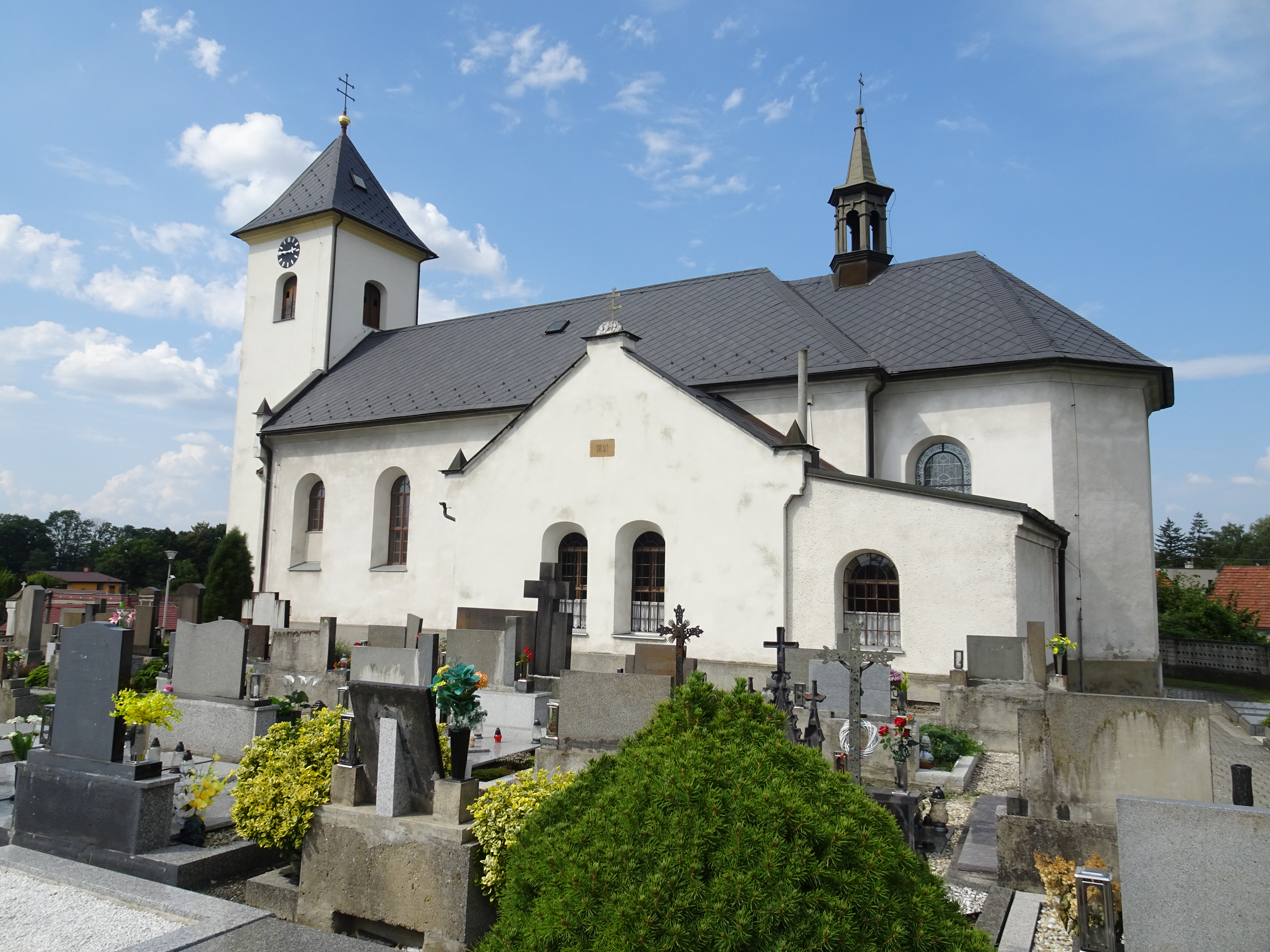
Kirche St. Nikolaus in Albrechtičky (2023)

Albrechtičky (deutsch Klein Olbersdorf) ist eine Gemeinde in Tschechien. Sie liegt drei Kilometer südöstlich der Stadt Studénka im Kuhländchen und gehört zum Okres Nový Jičín. Die Katasterfläche beträgt 390 Hektar, die Einwohnerzahl liegt bei über 700.

## Geographie
Der Ort befindet sich in 241 m ü. M. gegenüber von Studénka in den Oderauen an einem kleinen rechten Zufluss. Im Westen und Norden liegen mehrere große Teiche. Südlich von Albrechtičky befindet sich der internationale Flughafen Ostrava „Leoš Janáček“.
Nachbarorte sind Studénka im Norden, Jistebník und Petřvaldík im Nordosten, Petřvald und Dvorek im Osten, Malá Strana und Mošnov im Südosten, Sedlnice im Süden sowie Nová Horka im Südwesten.

## Geschichte
Albrechtičky, das 1408 erstmals urkundlich erwähnt wurde, gehörte zur Herrschaft Štramberk. Seine Besitzer waren bis 1437 die Herren von Helfenstein, danach wurde es zum Lehngut des Bistums Olmütz. Nach den Herren von Kravař folgten die Benešov z Hustopeč. 1523 kaufte Bernard ze Žerotína Štramberk samt seinem Beilehn Nelhubl (Nová Horka) und den zugehörigen Dörfern. Im 16. Jahrhundert entstand die Herrschaft Nelhubl, deren Besitzer 1660 die Vetter von der Lilie wurden.
Nach dem Münchner Abkommen wurde der Ort dem Deutschen Reich zugeschlagen und gehörte bis 1945 zum Landkreis Neu Titschein. 1946 erhielt Albrechtičky an der 1882 eröffneten Bahnstrecke Studénka–Veřovice einen Haltepunkt, der bereits 1959 nach einer Streckenverlegung wieder aufgelassen werden musste. Zwischen 1955 und 1960 entstand der Militärflugplatz. 1977 erfolgte die Eingemeindung nach Studénka, seit 1989 ist Albrechtičky wieder selbständig.

## Ortsteile
- Albrechtičky

## Bevölkerungsentwicklung
| Jahr      | 1869 | 1880 | 1890 | 1900 | 1910 | 1921 | 1930 | 1950 | 1961 | 1970 | 1980 | 1991 | 2001 | 2011 | 2021 |
| --------- | ---- | ---- | ---- | ---- | ---- | ---- | ---- | ---- | ---- | ---- | ---- | ---- | ---- | ---- | ---- |
| Einwohner | 746  | 745  | 728  | 757  | 861  | 876  | 861  | 1009 | 1188 | 787  | 726  | 698  | 693  | 684  | 667  |

## Sehenswürdigkeiten
- Kirche St. Nikolaus